# Yumi Uetsuji
Yumi Uetsuji (jap. 上辻 佑実, Uetsuji Yumi; * 30. November 1987 in Suita) ist eine japanische Fußballspielerin.

## Karriere

### Verein
Sie begann ihre Karriere bei Speranza FC Takatsuki, wo sie von 2003 bis 2004 spielte. Danach spielte er bei TEPCO Mareeze (2006–2011), Albirex Niigata (2011) und Vegalta Sendai (2012–2014). 2015 folgte dann der Wechsel zu Nippon TV Beleza. Sie trug 2017 und 2018 zum Gewinn der Nihon Joshi Soccer League bei.

### Nationalmannschaft
Uetsuji absolvierte ihr erstes Länderspiel für die japanischen Nationalmannschaft am 5. April 2012 gegen Brasilien. Insgesamt bestritt sie vier Länderspiele für Japan.

## Errungene Titel
- Nihon Joshi Soccer League: 2017, 2018